# Delassor tristis
Delassor tristis är en insektsart som först beskrevs av Fabricius 1803.  Delassor tristis ingår i släktet Delassor och familjen spottstritar. Inga underarter finns listade i Catalogue of Life.